# Ślizów (osada leśna)
Ślizów – osada leśna w Polsce położona w województwie dolnośląskim, w powiecie oleśnickim, w gminie Syców.
W latach 1975–1998 miejscowość administracyjnie należała do województwa kaliskiego.